# JeES Rossii
OAO RAO „JeES Rossii” (ros. ОАО РАО «ЕЭС России») – holding energetyczny, od 1992 roku państwowy monopolista na rynku energetycznym Federacji Rosyjskiej.
Jest największym w Rosji producentem energii elektrycznej i cieplnej, wytwarzając 70% produkcji krajowej. Przygotowywany jest projekt prywatyzacji niektórych podmiotów JeES. Posiada 60% udziałów w Intier RAO JeES, państwowej kompanii energetycznej, która obsługuje transfery i operacje zagraniczne holdingu RAO.
Prezezem zarządu jest Anatolij Czubajs.